# Liogenys fusca
Liogenys fusca är en skalbaggsart som beskrevs av Blanchard 1851. Liogenys fusca ingår i släktet Liogenys och familjen Melolonthidae. Inga underarter finns listade i Catalogue of Life.